# Elias Ribeiro de Oliveira
Elias Ribeiro de Oliveira, meglio noto come Elias (Santa Rita do Sapucaí, 2 settembre 1983), è un ex calciatore brasiliano, di ruolo centrocampista.

## Carriera
Ha giocato nella massima serie dei campionati brasiliano, emiratino ed azero, e nella seconda divisione brasiliana.